# Chromosom 18

Chromosom 18 – jeden z 23 parzystych chromosomów człowieka. DNA chromosomu 18 liczy około 76 milionów par nukleotydów, co stanowi około 2,5% materiału genetycznego ludzkiej komórki. Liczbę genów chromosomu 18 szacuje się na 300-400.

## Geny
Niektóre geny mające swoje locus na chromosomie 18:
- FECH
- NPC1
- SMAD4.

## Aberracje chromosomalne
Trisomia chromosomu 18 jest jedną z częstszych aneuploidii człowieka, ale około 95% płodów z trisomią 18 ulega spontanicznemu poronieniu, Donoszone dzieci z kariotypem 47,XX,+18 lub 47,XY,+18 mają fenotyp zespołu Edwardsa. Jest to bardzo źle rokujący zespół wad wrodzonych: większość żywo urodzonych dzieci nie przeżywa okresu niemowlęcego.

## Choroby genetyczne
- choroba Rendu-Oslera-Webera
- choroba Niemanna-Picka
- holoprozencefalia
- porfiria.